# 總稱
總稱（Umbrella term）是一種比喻的說法，表示該用詞為概括數個術語而集成的用詞，也就是上位词，又稱作概括性術語、集成用語、傘式術語或總術語。
如密碼學（cryptology）為一總稱，同時包括加密技術（cryptography）和密碼分析（cryptanalysis）與其他領域的技術。又如微軟的COM技術，也是一個總稱，包含OLE、OLE自動化、ActiveX、COM+、DCOM等多項技術。